# Riviera L.M.
Riviera L.M. (ou Riviera) est un label discographique créé par Eddie Barclay en 1948. Au nombre des chanteurs les plus connus qui ont travaillé avec cette filiale des Disques Barclay, on peut citer Nicoletta, Nino Ferrer, Guy Marchand, Joël Daydé ou encore Daniel Balavoine, dont plusieurs albums et singles sont sortis sous le label Barclay/Riviera de 1978 à 1984.